# Rycybałt
Rycybałt [rɨˈt͡sɨbau̯t] (tiếng Đức: Rittebalde) là một khu định cư ở khu hành chính của Gmina Barczewo, thuộc huyện Olsztyński, Warmińsko-Mazurskie, ở miền bắc Ba Lan.
Trước năm 1945, khu vực này là một phần của Đức (Đông Phổ).